# Habura
Habura es un municipio del distrito de Medzilaborce en la región de Prešov, Eslovaquia, con una población estimada a final del año 2024 de 450 habitantes.
Se encuentra ubicado al noreste de la región, cerca del río Laborec (cuenca hidrográfica del río Tisza) y de la frontera con Polonia.

## Demografía
| Año        | 1994 | 2004    | 2014    | 2024     |
| ---------- | ---- | ------- | ------- | -------- |
| Población  | 531  | 483     | 513     | 450      |
| Diferencia |      | −9,03 % | +6,21 % | −12,28 % |

| Año        | 2023 | 2024    |
| ---------- | ---- | ------- |
| Población  | 462  | 450     |
| Diferencia |      | −2,59 % |